# Ніл Ганс
Ніл Ганс (англ. Neil Hans, нар. 24 квітня 1988, Папуа Нова Гвінея) — папуаський футболіст, який грав на позиції нападника. Відомий за виступами у низці папуаських клубів, а також у складі збірної Папуа Нової Гвінеї.

## Клубна кар'єра
Ніл Ганс розпочав виступи на футбольних полях у 2007 році в команді «Маданг Беста», яка грала в Національній Соккер Лізі Папуа Нової Гвінеї. Наступного року він став гравцем клубу «Тукоко Юніверсіті» з міста Лае. У 2009 році Ніл Ганс став гравцем найтитулованішого клубу Папуа Нової Гвінеї «Хекарі Юнайтед», з яким тричі поспіль вигравав національний чемпіонат. У 2010 році у складі команди став переможцем Ліги чемпіонів ОФК, у цьому ж році у складі команди грав на клубному чемпіонаті світу з футболу. З 2013 року Ніл Ганс грав у столичному клубі «Порт-Морсбі», у 2016 році завершив виступи на футбольних полях.

## Кар'єра у збірній
У 2008 році Ніл Ганс дебютував у складі збірної Папуа Нової Гвінеї. У складі збірної брав участь у Тихоокеанських іграх 2011 року, а також у Кубку націй ОФК 2012 року, який також був одночасно відбірковим етапом до чемпіонату світу з футболу 2014 року. У складі збірної Ніл Ганс грав до 2014 року, загалом зіграв у складі збірної 8 матчів, у яких відзначився 5 забитими м'ячами.

## Досягнення
- Національна Соккер Ліга ПНГ:
  -  Чемпіон (3): 2010, 2011, 2012

- Ліга чемпіонів
  -  Переможець (1): 2009—2010